# Resolutie 1745 Veiligheidsraad Verenigde Naties
Resolutie 1745 van de Veiligheidsraad van de Verenigde Naties werd unaniem door de Veiligheidsraad van de Verenigde Naties aangenomen op 22 februari 2007 en verlengde de VN-vredesmacht in Oost-Timor met een jaar.

## Achtergrond
Nadat Portugal zijn kolonies had losgelaten, werd Oost-Timor eind 1975 na een korte burgeroorlog onafhankelijk. Korte tijd later viel Indonesië het land binnen en ontstond een oorlog, waarna Oost-Timor werd ingelijfd. In 1999 stemde Indonesië in met een volksraadpleging over meer autonomie of onafhankelijkheid, waarop het merendeel van de bevolking voor de tweede optie koos.
De UNOTIL-missie, die de Oost-Timorese overheid moest bijstaan, liep in 2006 ten einde. In april dat jaar braken echter nieuwe onlusten uit, waarop werd besloten opnieuw een vredesmacht te sturen om de orde in het land te handhaven. De UNMIT-vredesmacht zou uiteindelijk nog tot en met 2012 ter plaatse blijven.

## Inhoud
In Oost-Timor waren belangrijke presidents- en parlementsverkiezingen op komst. Op 26 januari was een memorandum van overeenstemming getekend tussen Oost-Timor, de VN en Australië dat een coördinatieforum oprichtte om de veiligheidsactiviteiten te verbeteren.
Het mandaat van de UNMIT-vredesmissie werd verlengd tot 26 februari 2008. Ook autoriseerde de Veiligheidsraad een versterking van de macht met 140 agenten om een bijkomende politie-eenheid te vormen.

## Verwante resoluties
- Resolutie 1703 Veiligheidsraad Verenigde Naties (2006)
- Resolutie 1704 Veiligheidsraad Verenigde Naties (2006)
- Resolutie 1802 Veiligheidsraad Verenigde Naties (2008)
- Resolutie 1867 Veiligheidsraad Verenigde Naties (2009)

Lijst ·  1739 ·  1740 ·  1741 ·  1742 ·  1743 ·  1744 ·  1745 ·  1746 ·  1747 ·  1748 ·  1749 ·  1750 ·  1751 ·  1752 ·  1753 ·  1754 ·  1755 ·  1756 ·  1757 ·  1758 ·  1759 ·  1760 ·  1761 ·  1762 ·  1763 ·  1764 ·  1765 ·  1766 ·  1767 ·  1768 ·  1769 ·  1770 ·  1771 ·  1772 ·  1773 ·  1774 ·  1775 ·  1776 ·  1777 ·  1778 ·  1779 ·  1780 ·  1781 ·  1782 ·  1783 ·  1784 ·  1785 ·  1786 ·  1787 ·  1788 ·  1789 ·  1790 ·  1791 ·  1792 ·  1793 ·  1794